# Tanaorhinus dohertyi
Tanaorhinus dohertyi är en fjärilsart som beskrevs av Louis Beethoven Prout 1932. Tanaorhinus dohertyi ingår i släktet Tanaorhinus och familjen mätare. Inga underarter finns listade i Catalogue of Life.